# Sphenomorphus lawtoni
Sphenomorphus lawtoni este o specie de șopârle din genul Sphenomorphus, familia Scincidae, descrisă de Walter Varian Brown și Alcala 1980. Conform Catalogue of Life specia Sphenomorphus lawtoni nu are subspecii cunoscute.